# Boodleopsis
Boodleopsis é um género de algas, pertencente à família Udoteaceae.

## Espécies
- Boodleopsis carolinensis
- Boodleopsis hawaiiensis
- Boodleopsis pusilla
- Boodleopsis siphonacea
- Boodleopsis sundarbanensis
- Boodleopsis vaucherioidea
- Boodleopsis verticillata